# Drielichamenprobleem

Drie hemellichamen draaien om elkaar heen in een complexe beweging. De banen van deze drie lichamen veranderen door hun onderlinge zwaartekracht.

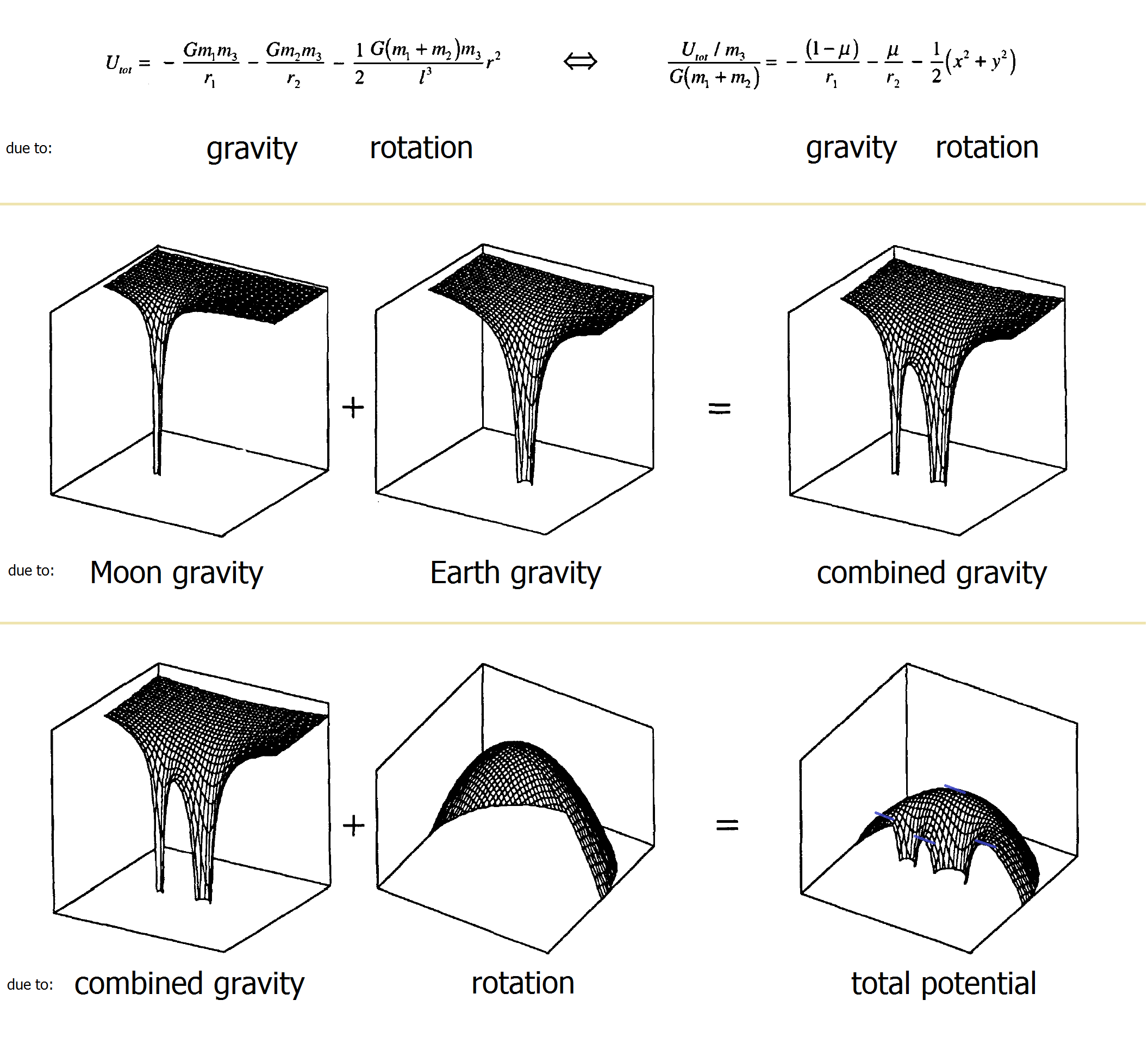
Potentiële energie voor het drielichamenprobleem

Het drielichamenprobleem is een vraagstuk van de hemelmechanica dat bij gegeven beginplaatsen en beginsnelheden van drie hemellichamen (bijvoorbeeld zon, aarde en maan) vraagt om hun banen te bepalen.
De wiskundige formulering van het probleem is eenvoudig. Men heeft van de ene kant de tweede bewegingswet van Newton
{\displaystyle F=m\cdot a}
met F de kracht, m de massa en a de versnelling, en van de andere kant de gravitatiewet van Newton
{\displaystyle F=G{\frac {m_{1}m_{2}}{r^{2}}}}
met m1 en m2 de aantrekkende en aangetrokken massa's, r hun afstand en G de gravitatieconstante. Elk van de drie lichamen ondervindt de zwaartekracht van de twee andere. Dit geeft een stelsel van negen tweede-orde gewone differentiaalvergelijkingen voor de drie coördinaten van elk van de drie plaatstijdfuncties, te reduceren tot zes voor de relatieve plaatstijdfuncties, waarvan de oplossing kan worden gecombineerd met de eenparige beweging van het massamiddelpunt.
Aangezien het probleem met twee lichamen een analytische oplossing heeft, namelijk de wetten van Kepler, dacht men lange tijd dat het drielichamenprobleem ook een analytische oplossing zou hebben. Later werd duidelijk dat er geen universele analytische oplossing bestaat. Alleen in speciale gevallen is een analytische benadering wel mogelijk.
Dit geval wordt beschreven door het beperkt drielichamenprobleem, dat ten opzichte van het algemeen geval drie vereenvoudigingen bevat. Ten eerste wordt de derde massa als verwaarloosbaar klein verondersteld in vergelijking met de twee zwaardere massa's. Hierdoor gedragen de twee zware massa's zich als een tweelichamenprobleem. Daarnaast worden ook nog twee andere beperkingen ingevoerd: cirkelvormige banen van de twee zwaardere massa's, en het feit dat de derde (kleinere) massa verondersteld wordt in het baanvlak van de twee andere te bewegen. Het potentiaalveld van het beperkt drielichamenprobleem bevat de bekende lagrangepunten.
Met de opkomst van computers is de numerieke oplossing van het drielichamenprobleem wel uitvoerbaar. Men gebruikt een bekende methode zoals bijvoorbeeld de predictor-correctormethode van Milne of de Runge-Kuttamethode om het stelsel van differentiaalvergelijkingen te discretiseren in de tijd.